# (35597) 1998 HJ118
1998 HJ118 (asteroide 35597) é um asteroide da cintura principal. Possui uma excentricidade de 0.09257380 e uma inclinação de 14.23793º.
Este asteroide foi descoberto no dia 23 de abril de 1998 por LINEAR em Socorro.